# Angela Hennessy

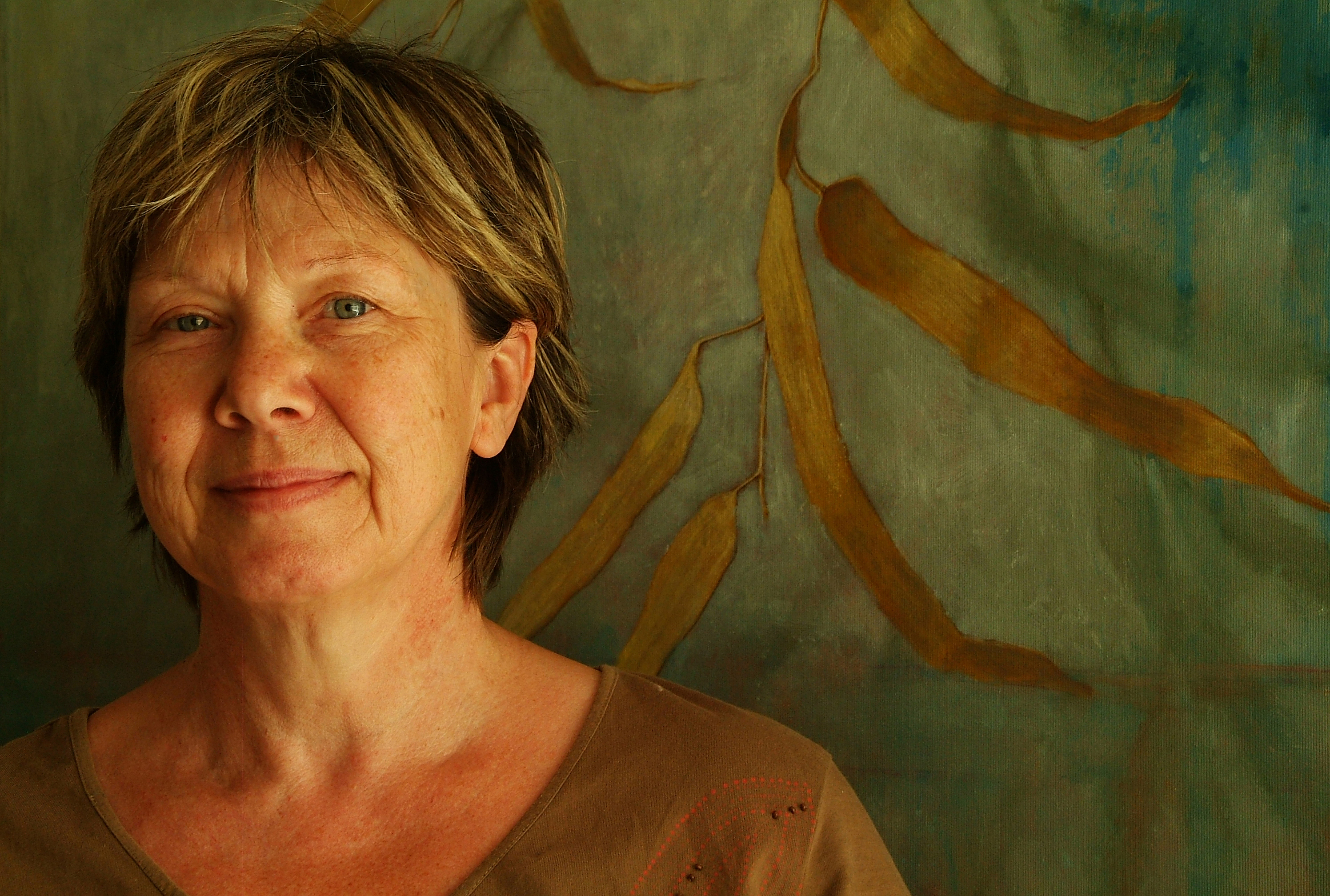
Angela Hennessy in ihrem Domizil in Hannover

Angela Hennessy (* 1953 in Portsmouth) ist eine englische Malerin und freischaffende Künstlerin. Sie lebt und arbeitet derzeit in Hannover.

## Leben
Mit 18 Jahren siedelte Hennessy 1971 nach Deutschland über. 1976 bis 1983 studierte sie an der Fachhochschule Hannover und an der Hochschule für Bildende Künste Braunschweig. Von 1985 bis 1993 lebte und arbeitete Hennessy in Tokyo, erhielt dort zwei Jahre später 1995 ein Wohn- und Arbeitsstipendium für Shūhō (heute: Shūhō-chō, Mine), Präfektur Yamaguchi.
2003 zog Angela Hennessy in die Vereinigten Staaten nach Washington, D.C., eröffnete dort in Bethesda, MD sowie parallel in Hannover erste eigene Ateliers. Ihre Kunstgalerie eröffnete sie im Dezember 2012 im Stadtteil Calenberger Neustadt.
2009 kehrte Hennessy nach Deutschland zurück.

## Ausstellungen (Auswahl)
- 2012: Jahresgabenausstellung Schloss Landestrost, Neustadt am Rübenberge[2]
- 2011: Women in the Arts, ARTROOM Gallery, Rom, Italien[2]
- 2010: Bildungswerk Ver.di in Niedersachsen e.V., Hannover[2]
- 2009: Staffort project, Virginia, USA[2]
- 2008:
  - Joan Hisaoka Gallery, Washington D.C., USA[2]
  - Kunstforum mit der Volksbank Hannover[2]
- 2007: Rathner Museum, Betesda, USA[2]
- 2006: National Institutes of Health (NIH), Bethesda/USA (solo)[2]
- 2005: Olympic Art Festival, European Union Building, Washington D.C., USA[2]
- 2004: Offene Atelier Ausstellungen in Hannover und Bethesda/USA (solo)[2]
- 2003:
  - Art Fair Innsbruck, Österreich (Galerie Böer)[2]
  - Art Fair ART Köln (Galerie Böer)[2]
- 2002: Kunstverein Hameln[2]
- 2001:
  - SEB Bank, Hannover (solo)[2]
  - Verwaltungsgericht Hannover (solo)[2]
- 2000:
  - Deutsche Post Zentrale, Bonn (solo)[2]
  - „Engel für Lüneburg“, Galeria Casa/Avacon, Lüneburg[2]
- 1999:
  - „Come Hell or High Water“, Cornwall, England[2]
  - Autoren Galerie, München[2]
- 1998:
  - Dresdner Bank, Hildesheim (solo)[2]
  - „New Women`s Art Works“, Crown Court Buildings, Bristol/England[2]
- 1997:
  - Multiline International, Frankfurt am Main (solo)[2]
  - Kunstverein Lübbecke, Lübbecke (solo)[2]
  - Galerie SHIN, Hiroshima, Japan[2]
- 1996: Town Hall Gallery Shuhocho, Yamaguchi, Japan (solo)[2]
- 1995: „Broads Boards“, Bristol Museum, Bristol/England[2]